# Eriopus
Eriopus là một chi rêu trong họ Hookeriaceae.